# Dicranum pseudojulaceum
Dicranum pseudojulaceum là một loài Rêu trong họ Dicranaceae. Loài này được (Müll. Hal.) Müll. Hal. mô tả khoa học đầu tiên năm 1900.